# Петросян, Петрос
Петрос Петросян (арм. Պետրոս Պետրոսյան; род. 28 ноября 2002 года) — армянский тяжелоатлет, бронзовый призёр чемпионата Европы 2023 года.

## Карьера
В 2019 году на юношеском чемпионате Европы стал третьим в весовой категории до 102 кг с результатом 311 кг по сумме двух упражнений.
На юниорском чемпионате Европы 2021 года в Тиране, в категории до 102 кг, завоевал бронзовую медаль с результатом 349 кг по сумме двух упражнений.
На юниорском чемпионате мира 2022 года был серебряным призёром с результатом 363 кг. В этом же году завоевал и серебряную медаль юниорского чемпионата Европы.
В 2023 году, весной, на чемпионате Европы в Ереване, в категории до 109 килограммов, завоевал бронзовую медаль с результатом по сумме двух упражнений 379 килограммов. В упражнении толчок стал серебряным призёром с весом 214 кг.

## Достижения
Чемпионат Европы
| Результат | Вес        | Год  | Место соревнований | Рывок | Толчок | Общий вес |
| Бронза    | до 109 кг. | 2023 | Ереван, Армения    | 165,0 | 214,0  | 379,0     |